# 親子上場を解消した企業一覧
親子上場を解消した企業一覧（おやこじょうじょうをかいしょうしたきぎょういちらん）は、親子上場を解消した企業の一覧である。

## ア行
- アークランズ
  - アークランドサービスホールディングス（東証プライム・3085） - 2023年8月30日上場廃止、完全子会社化。
- IHI
  - 石川島建材工業（東証2部・5276） - 2012年5月16日上場廃止、完全子会社化[1]。
  - IHI運搬機械（東証2部・6321） - 2012年5月18日上場廃止、完全子会社化[1]。
  - 明星電気（東証2部・6709） - 2021年7月29日上場廃止、完全子会社化。
- ITホールディングス（現:TIS）
  - アグレックス
- アインファーマシーズ（現:アインホールディングス）
  - アインメディカルシステムズ（JASDAQ・2746） - 2008年5月27日上場廃止、完全子会社化[2]。
- 青木あすなろ建設
  - 青木マリーン（大証2部・1875） - 2013年7月29日上場廃止、完全子会社化[3]。
- 旭硝子（現:AGC）
  - 旭テクノグラス
- アサヒビール（現:アサヒグループホールディングス）
  - アサヒ飲料（東証1部・2598） - 2008年4月22日上場廃止、完全子会社化[4]。
- アシックス
  - アシックス商事（東証2部・9814） - 2014年3月20日上場廃止、完全子会社化[5]。
- 味の素
  - カルピス（東証1部・2591） - 2007年9月25日上場廃止、完全子会社化[6]。
- アダストリア
  - ゼットン（名証ネクスト・3057） - 2024年5月30日上場廃止、完全子会社化[7]。
- 穴吹興産
  - クリエアナブキ（JASDAQ・4336）  - 2022年2月24日上場廃止、完全子会社化。
- アルプス電気（東証1・6770）（現:アルプスアルパイン）
  - アルパイン（東証1・6816） - 2018年12月26日上場廃止、完全子会社化。
- アルプスアルパイン
  - アルプス物流（東証プライム・9055） - 2022年6月30日実質支配力基準に該当しなくなり、親子関係でなくなる。
- イオン
  - ダイエー（東証1部・8263） - 2014年12月26日上場廃止、完全子会社化[8]。
  - マックスバリュ東北（東証2部・2655） - 2020年2月27日上場廃止、完全子会社化。
  - マックスバリュ北海道（JASDAQ・7465） - 2020年2月27日上場廃止、イオン北海道へ吸収合併。
  - マックスバリュ九州（JASDAQ・3171） - 2020年8月28日上場廃止、イオン九州へ吸収合併。
  - マックスバリュ西日本（東証2部・8287） - 2022年2月25日上場廃止、フジの完全子会社化。
  - いなげや（東証プライム・8182） - 2024年11月28日上場廃止、ユナイテッド・スーパーマーケット・ホールディングスの完全子会社化。
  - イオンモール（東証プライム・8905） - 2025年6月27日上場廃止、完全子会社化。
- いすゞ自動車
  - IJTT（東証スタンダード・7315） - 2024年3月25日上場廃止、一時的にいすゞ自動車の完全子会社化
- イズミ
  - スーパー大栄（福証・9819） - 2016年2月15日上場廃止、完全子会社化[9]。
- 一高たかはし（JASDAQ・2774、現:いちたかガスワン） - 2009年5月26日上場廃止。子会社のウェルネットが親会社の一高たかはし完全子会社化し、親子関係を解消[10]。
  - ウェルネット
- 出光興産
  - エス・ディー・エス バイオテック（東証2部・4952） - 2021年7月29日上場廃止、完全子会社化
  - 東亜石油（東証スタンダード・5008） - 2022年12月13日上場廃止、完全子会社化
- 伊藤忠商事
  - スペースシャワーネットワーク（JASDAQ・4838）
  - センチュリー21・ジャパン（JASDAQ・8898）
  - エキサイト（JASDAQ・3754） - 2016年12月16日、伊藤忠商事が保有株式の一部をスカパーJSATに譲渡し、親子関係でなくなる。
  - ファミリーマート（東証1部・8028） - 2020年11月12日上場廃止。
  - コネクシオ（東証プライム・9422） - 2023年2月16日、伊藤忠商事が保有株式をノジマの子会社に譲渡し、親子関係がなくなる。
  - 伊藤忠テクノソリューションズ（東証プライム・4739） - 2023年12月1日上場廃止、完全子会社化
  - タキロンシーアイ（東証プライム・4215） - 2024年10月29日上場廃止、完全子会社化
- イトーヨーカ堂（東証1部・8264） - セブンイレブン･ジャパン、デニーズジャパンの3社で株式移転方式により、持株会社「セブン&アイ・ホールディングス」を設立[11]。3社は持株会社傘下となり親子上場を解消。2005年8月26日上場廃止。
  - セブン-イレブン・ジャパン（東証1部・8183） - 2005年8月26日上場廃止。
  - デニーズジャパン（東証1部・8185、現:セブン&アイ・フードシステムズ） - 2005年8月26日上場廃止。
- イーピーエス（現・EPSホールディングス）
  - イーピーミント（現・EP綜合）
- 内田洋行
  - ウチダエスコ（東証スタンダード・4699） - 2022年5月27日上場廃止、完全子会社化。
- 宇部興産（現:UBE）
  - 宇部マテリアルズ（東証2部・5390） - 2013年7月29日上場廃止、完全子会社化[12]。
- エア・ウォーター
  - 川崎化成工業（東証2・4117） - 2018年5月8日上場廃止、完全子会社化。
  - 相模ハム（JASDAQ・2289） - 2012年3月15日上場廃止、完全子会社化ののち、同年7月1日に春雪さぶーるに吸収合併[13][14]。
  - 川本産業（東証スタンダード・3604） - 2025年5月14日上場廃止、完全子会社化。
- エー・アンド・デイ（現:A&Dホロンホールディングス）
  - ホロン（JASDAQ・7748） - 2022年3月30日上場廃止、完全子会社化。
- エイチ・ツー・オー リテイリング
  - 家族亭（JASDAQ・9931） - 2014年7月29日上場廃止、完全子会社化[15]。
  - 関西フードマーケット（東証スタンダード・9919） - 2024年7月29日上場廃止、完全子会社化。
- エクシオグループ
  - 大和電設工業（JASDAQ・1985） - 2011年7月27日上場廃止、完全子会社化[16]。
  - 和興エンジニアリング（JASDAQ・1756、現:エクシオテック） - 2011年7月27日上場廃止、完全子会社化[16]。
- エーザイ
  - 三光純薬（JASDAQ・8126、現:エーディア） - 2007年9月25日上場廃止、完全子会社化[17]。
- SCSK
  - JIEC（東証2部・4291） - 2019年4月18日上場廃止、完全子会社化。
  - ベリサーブ（東証1部・3724） - 2019年4月18日上場廃止、完全子会社化。
  - Minoriソリューションズ（東証1部・3822） - 2020年1月21日上場廃止、完全子会社化。
- SBIホールディングス
  - SBIイー・トレード証券（JASDAQ・8701、現：SBI証券） - 2008年7月28日上場廃止、完全子会社化[18]。
  - SBIフューチャーズ（大証ヘラクレス・8735、現:SBI証券） - 2009年7月27日上場廃止、完全子会社化[19]。
  - SBIベリトランス（JASDAQ・3749、現:ベリトランス） - 2011年7月27日上場廃止、完全子会社化[20]。
  - SBIネットシステムズ（東証マザーズ・2355） - 2012年1月27日上場廃止、完全子会社化[21]。
- NSユナイテッド海運
  - NSユナイテッド内航海運（JASDAQ・9180） - 2015年7月29日上場廃止、完全子会社化[22]。
- ENEOSホールディングス
  - NIPPO（東証1部・1881） - 2022年3月29日上場廃止、株式併合により株主がENEOSホールディングスとロードマップ・ホールディングスのみとなる。
- 大崎電気工業
  - 大崎エンジニアリング（JASDAQ・6259） - 2016年8月1日上場廃止、完全子会社化。
- 大林組
  - 大林道路（東証1部・1896） - 2017年9月7日上場廃止、完全子会社化[23]。
- オープンハウスグループ
  - メルディアDC（東証グロース・1739） - 2024年4月24日上場廃止、株主がメルディアとプレサンスコーポレーション（いずれもオープンハウスグループの子会社）のみとなる。
  - プレサンスコーポレーション（東証スタンダード・3254） - 2025年3月28日上場廃止、完全子会社化。
- 沖電気工業
  - 沖ウィンテック（東証2部・1767） - 2010年5月27日上場廃止、完全子会社化[24]。
  - 沖電線（東証1部・5815） - 2018年3月28日上場廃止、完全子会社化[25]。
- 小田急電鉄
  - 小田急不動産（東証1部・8832） - 2007年8月28日上場廃止、完全子会社化[26]。
  - 箱根登山鉄道
- 小田原エンジニアリング
  - ローヤル電機（JASDAQ・6593） - 2016年5月27日上場廃止、完全子会社化。
- オプテックス（現・オプテックスグループ）
  - オプテックス・エフエー（JASDAQ・6661） - 2016年12月28日上場廃止、完全子会社化。
  - シーシーエス（JASDAQ・6669） - 2018年6月27日上場廃止、完全子会社化。
- オリックス
  - アーク（東証1部・7873） - 2018年1月24日、株式譲渡により三井化学の子会社（孫会社）となる。
  - 大京（東証1部・8840） - 2019年1月22日上場廃止、完全子会社化。
- オリンパス
  - アイ・ティー・エックス（JASDAQ・2275） - 2011年3月17日上場廃止、完全子会社[27]。

## カ行
- CAICA
  - アイスタディ（東証2部・2345、現:クシム） - 2020年4月28日にCAICAの株式売却により親子関係でなくなる。
- カシオ計算機
  - カシオマイクロニクス（JASDAQ・6760） - 2008年7月28日上場廃止、完全子会社化[28]。
- カネカ
  - セメダイン（東証スタンダード・4999） - 2022年7月28日上場廃止、完全子会社化。
- 兼松
  - カネヨウ（東証2部・3209） - 2020年3月17日上場廃止、完全子会社化。
  - 兼松エレクトロニクス（東証プライム・8096） - 2023年5月2日上場廃止、完全子会社化。
  - 兼松サステック（東証スタンダード・7961） - 2023年5月30日上場廃止、完全子会社化。
- 兼松エレクトロニクス
  - 日本オフィス・システム
- 川崎汽船
  - 川崎近海汽船（東証スタンダード･9179） - 2022年5月30日上場廃止、完全子会社化。
- 川崎重工業
  - 川重冷熱工業（JASDAQ・6414） - 2021年7月29日上場廃止、完全子会社化。
- 関東天然瓦斯開発（東証1部・1661） - 大多喜ガスと株式移転方式により、持株会社「K&Oエナジーグループ」を設立[29]。2社は持株会社の傘下となり親子上場を解消。2013年12月26日上場廃止。
  - 大多喜ガス（東証2部・9541） - 2013年12月26日上場廃止。
- キッコーマン
  - 紀文フードケミファ（東証1部・4065、現:キッコーマンソイフーズ） - 2008年7月28日上場廃止、完全子会社化[30]。
- キヤノン
  - キヤノンファインテック（東証1部・6421、現・キヤノンファインテックニスカ） - 2010年4月27日上場廃止、完全子会社化[31]。
  - ニスカ
  - トッキ（現・キヤノントッキ）
- キヤノン電子
  - イーシステム（現・キヤノンエスキースシステム）
  - アジアパシフィックシステム総研（現・キヤノン電子テクノロジー）
- キヤノンマーケティングジャパン
  - キヤノンソフトウェア（現・キヤノンITソリューションズ）
  - キヤノンシステムアンドサポート
- 京成電鉄
  - 新京成電鉄（東証スタンダード・9014） - 2024年9月1日上場廃止、京成電鉄の完全子会社化[32]。2025年4月に京成電鉄に吸収合併される予定[33]。
- 京セラ
  - 日本インター（東証2部・6974） - 2016年7月27日上場廃止、京セラに吸収合併[34]。
- キョウデン
  - 昭和KDE（東証2部・1701） - 2010年8月3日上場廃止、完全子会社化[35]。
- 麒麟麦酒（現:キリンホールディングス）
  - キリンビバレッジ（東証1部・2595） - 2006年8月11日上場廃止、完全子会社化[36]
  - メルシャン（東証1部・2536） - 2010年11月26日上場廃止、完全子会社化[37]。
- クックパッド
  - みんなのウェディング（東証マザーズ・3685） - 2016年12月22日にクックパッドの合算対象分が減少し、親子関係でなくなる。
- くふうカンパニーホールディングス
  - ハイアス・アンド・カンパニー（東証グロース・6192） - 2024年1月30日上場廃止、完全子会社化。
- クレディセゾン
  - アトリウム - 2009年7月28日上場廃止、完全子会社化[38]。
- 倉敷紡績
  - 倉敷機械（東証2部・6211） - 2011年4月27日上場廃止、完全子会社化[39]。
- ゲオホールディングス
  - ウェアハウス
- 小糸製作所（東証1部・7276）
  - KIホールディングス（東証2部・6747） - 2019年7月30日上場廃止、完全子会社化。
- 神戸製鋼所
  - 神鋼環境ソリューション（東証2部･6299） - 2021年10月28日上場廃止、完全子会社化。
- 神戸物産
  - ジー・テイスト（JASDAQ・2694、現・焼肉坂井ホールディングス） - 株式売却により2020年4月1日連結から除外。
- 小林洋行
  - フジトミ証券（JASDAQ・8740） - 2022年2月17日上場廃止、完全子会社化。
- コナカ
  - サマンサタバサジャパンリミテッド（東証グロース・7829） - 2024年6月27日上場廃止、完全子会社化。
- コナミ
  - コナミスポーツ
  - コナミコンピュータエンタテインメントジャパン
  - コナミコンピュータエンタテインメント東京
  - コナミコンピュータエンタテインメントスタジオ
  - ハドソン（JASDAQ・4822） - 2011年3月29日上場廃止、完全子会社化[40]。
- 小松製作所
  - 小松ゼノア
  - 小松フォークリフト

## サ行
- 堺化学工業
  - 堺商事（東証スタンダード・9967） - 2023年8月21日上場廃止、完全子会社化。
- SUMCO
  - SUMCO TECHXIV（東証2部・5977） - 2008年5月26日上場廃止、完全子会社化[41]。
- 山陽電気鉄道
  - 山陽百貨店（JASDAQ・8257） - 2021年3月25日上場廃止、完全子会社化。
- JFEホールディングス
  - JFEコンテイナー（東証スタンダード・5907） - 2022年7月28日上場廃止、JFEスチール（JFEホールディングスの完全子会社）の完全子会社化。
- JSR
  - 医学生物学研究所（JASDAQ・4557） - 2021年1月13日上場廃止、完全子会社化。
- ジェイテクト
  - ダイベア（東証2部・6478） - 2019年1月25日上場廃止、完全子会社化。
- J.フロント リテイリング
  - パルコ（東証1部・8251） - 2020年3月18日上場廃止、完全子会社化。
- 塩野義製薬
  - UMNファーマ（東証マザーズ・4585） - 2020年3月16日上場廃止、完全子会社化。
- シキボウ
  - 新内外綿（東証2部・3125） - 2021年7月20日上場廃止、完全子会社化。
- シチズンホールディングス（現：シチズン時計）
  - ミヤノ（東証2部・6162、現:シチズンマシナリー） - 2010年9月28日上場廃止、完全子会社化[42]。
- 品川リフラクトリーズ
  - イソライト工業（東証1部・5358） - 2022年3月29日上場廃止、完全子会社化。
- ジャパンベストレスキューシステム
  - ジャパンワランティサポート（東証グロース・7386） - 2024年3月25日、親会社のジャパンベストレスキューシステムの上場廃止により親子上場でなくなる。
- 商船三井
  - 宇徳（東証1部・9358） - 2022年2月28日上場廃止、完全子会社化。
  - ダイビル（東証スタンダード・8806）  - 2022年4月26日上場廃止、完全子会社化。
- 昭和電工（現：レゾナック・ホールディングス）
  - 昭光通商（東証1部・8090） - 2021年4月22日、株式公開買付けに応じ保有株式の一部を譲渡し、親子関係が無くなる。
- 新生銀行（現：SBI新生銀行）
  - アプラスフィナンシャル- 2020年11月27日上場廃止、完全子会社化。
- 新日本製鐵（現：日本製鉄）
  - 日鐵物流（東証2部・9178、現：日鉄物流） - 2005年12月20日上場廃止、完全子会社化[43]。
  - 日鉄鋼板（東証1部・5454）- 2004年7月27日上場廃止。
  - 日鉄鋼管 (初代)（現：日鉄鋼管 (2代目)）
  - 新日鐵化学（現：日鉄ケミカル&マテリアル）
  - 日鐵ドラム（東証2部・5908、現：日鉄ドラム）- 2007年7月25日上場廃止、完全子会社化。
- 新日鐵住金（現：日本製鉄）
  - 日鉄住金テックスエンジ（現：日鉄テックスエンジ）
  - 鈴木金属工業（現：日鉄SGワイヤ）
  - 日新製鋼（東証1部・5413、現：日鉄日新製鋼） - 2018年12月26日上場廃止、完全子会社化。
- スカラ
  - ソフトブレーン（東証1部・4779) - シー・ファイブ・エイト・ホールディングスによる株式公開買付け等により2021年1月19日上場廃止。
- 住友ゴム工業
  - ダンロップスポーツ（東証1部･7825）- 2017年12月27日上場廃止、住友ゴム工業に吸収合併され消滅。
- 住友商事
  - 住商オートリース
  - ティーガイア（東証プライム・3738） - 2022年6月22日実質支配力基準に該当しなくなり、親子関係が無くなる。
- 住友電気工業
  - 日新電機（東証プライム・6641） - 2023年4月27日上場廃止、完全子会社化。
  - テクノアソシエ（東証スタンダード・8249） - 2023年4月27日上場廃止、完全子会社化。
- 住友不動産
  - ユニバーサルホーム（JASDAQ・4731） - 経営陣によるマネジメント・バイアウト（MBO）により2009年3月5日上場廃止[44]。
  - 住友不動産販売（東証1部・8870）- 2017年6月2日上場廃止、完全子会社化。
- セイコーエプソン
  - エプソントヨコム（現：宮崎エプソン）
  - オリエント時計
- 靜甲
  - 静岡スバル自動車（JASDAQ・7473） - 2010年7月28日上場廃止、完全子会社化[45]。
- 西濃運輸（現:セイノーホールディングス）
  - 岐阜日野自動車（名証2部・9860） - 2005年9月27日上場廃止、完全子会社化[46]。
  - トヨタカローラ岐阜（名証2部・9848） - 2005年9月27日上場廃止、完全子会社化[46]。
- セガサミーホールディングス（東証1部・6460）
  - サミーネットワークス（東証マザーズ・3745）- 2010年11月完全子会社化。
  - セガトイズ（JASDAQ・7842）- 2010年11月完全子会社化。
  - トムス・エンタテインメント（名証2部・3585）- 2010年11月完全子会社化。
- 積水ハウス
  - 積和不動産（東証2部・8826） - 2005年1月26日上場廃止、完全子会社化[47]。
  - 積和不動産関西（大証1部・8852） - 2005年1月26日上場廃止、完全子会社化[47]。
  - 積和不動産九州（JASDAQ・8906） - 2005年1月26日上場廃止、完全子会社化[47]。
  - 積和不動産中部（東証2部・8863） - 2005年1月26日上場廃止、完全子会社化[47]。
  - 積和不動産中国（東証2部・8873） - 2005年1月26日上場廃止、完全子会社化[47]。
- セコム
  - セコムテクノサービス（東証2部・1742、セコムへ吸収合併） - 2011年6月28日上場廃止、完全子会社化[48]。
  - セコム上信越（東証2部・4342） - 2021年10月28日上場廃止、完全子会社化。
  - パスコ（東証スタンダード･9232） - 2025年1月7日上場廃止、セコムとISフロンティアパートナーズ（伊藤忠商事傘下）の合弁会社となる予定。
- セプテーニ・ホールディングス
  - アクセルマーク（東証マザーズ・3624） - 2015年11月9日株式譲渡により親子関係消滅。
- セブン&アイ・ホールディングス
  - ニッセンホールディングス（東証1部・8248） - 2016年10月27日上場廃止、完全子会社化[49]。セブン&アイ・ホールディングスの孫会社となる。
- ゼンショーホールディングス
  - ジョリーパスタ（東証2部・9899） - 2019年7月30日上場廃止、完全子会社化[50]。
  - ココスジャパン（JASDAQ・9943） - 2020年2月18日上場廃止、完全子会社化（日本レストランホールディングスを通じた間接出資）。
- 全日本空輸（現:ANAホールディングス）
  - 全日空ビルディング（大証2部・8855） - 2005年9月27日上場廃止、完全子会社化[51]。
- 相模鉄道
  - 相鉄ローゼン（東証1部・8211） - 2008年4月2日上場廃止、完全子会社化[52]。
- 双日
  - 日商エレクトロニクス（東証1部・9865） - 2009年8月29日上場廃止、その後住友商事の持分を取得し完全子会社化[53]。
- ソニー（現:ソニーグループ）
  - ソニー・ミュージックエンタテインメント（東証2部・7930） - 1999年12月28日上場廃止、完全子会社化。[54]
  - ソネットエンタテインメント（東証1部・3789、現：ソネット） - 2012年12月26日上場廃止、完全子会社化[55]。
  - ソニーフィナンシャルホールディングス（東証1部・8729） - 2020年8月31日上場廃止、完全子会社化。
- ソフトバンク
  - SBテクノロジー（東証プライム・4726） - 2024年9月6日上場廃止、完全子会社化。
- ソフトバンクグループ
  - ガンホー・オンライン・エンターテイメント（JASDAQ・3765） - 2015年6月24日、議決権保有割合の低下により子会社でなくなる[56]。
  - イーブックイニシアティブジャパン（東証1部・3658） - 2022年2月2日上場廃止、株式併合により株主がLINE Digital Frontier株式会社とヤフー株式会社のみとなる。
  - ベクター（東証スタンダード・2656） - 2022年8月18日、議決権保有割合の低下により子会社でなくなる[57]。
- SOMPOホールディングス
  - SOMPOケアメッセージ（JASDAQ・2400、現：SOMPOケア） - 2017年1月16日上場廃止、完全子会社化。

## タ行
- 大正製薬ホールディングス
  - ビオフェルミン製薬（東証1部・4517） - 2021年7月28日上場廃止、完全子会社化。
- 大成建設
  - 大成ロテック
  - 大成ユーレック
  - 有楽土地（東証1部・8838、現:大成有楽不動産） - 2010年3月29日上場廃止、完全子会社化[58]。
- タイテック
  - エルモ社
- 大東建託
  - ハウスコム（東証スタンダード･3275） - 2025年1月30日上場廃止、完全子会社化。
- ダイフク
  - コンテック（東証スタンダード・6639） - 2022年4月28日上場廃止、完全子会社化。
- 太平洋セメント
  - 日本セラテック（現：NTKセラテック）
  - 秩父鉄道（JASDAQ・9012） - 2016年3月、間接保有株式譲渡により子会社でなくなる[59]。
- ダイヤモンドエレクトリックホールディングス
  - 田淵電機（東証1部・6624） - 2019年9月27日上場廃止、完全子会社化[60]。
- 大和ハウス工業
  - 大和工商リース（東証1部・9762） - 2006年7月26日上場廃止、完全子会社化[61]。
  - ダイワラクダ工業（大証2部・9918、現：デザインアーク） - 2006年7月26日上場廃止、完全子会社化[61]。
  - 大和物流（JASDAQ・9054） - 2006年7月26日上場廃止、完全子会社化[61]。
- ダイワボウホールディングス
  - ダイワボウ情報システム（東証1部・9912） - 2009年2月24日上場廃止、完全子会社化[62]。
- 高砂熱学工業
  - 丸誠
- 高松コンストラクショングループ
  - 青木あすなろ建設（東証1・1865） - 2019年11月7日上場廃止、完全子会社化。
- 立川ブラインド工業（東証プライム・7989）
  - 富士変速機（名証メイン・6295） - 2024年10月24日上場廃止、完全子会社化。
- 中央魚類
  - ホウスイ（東証スタンダード・1352） - 2022年5月19日上場廃止、完全子会社化。
- チヨダ（東証プライム・8185）
  - マックハウス（東証スタンダード・7603） - 2024年11月19日、G Future Fund1号投資事業有限責任組合による株式公開買付けにチヨダが応じ、資本関係が無くなる。
- ツクイホールディングス
  - ツクイスタッフ（JASDAQ・7045） - 2021年6月17日ツクイホールディングスの上場廃止により、親子上場関係が消滅。
- 都築電気
  - 都築電産（東証2部・9884） - 2010年11月26日上場廃止、完全子会社化[63]。
- 帝人
  - インフォコム（東証プライム・4348） - 2024年10月16日上場廃止、株主が帝人とビー・エックス・ジェイ・シー・ツー・ホールディングのみとなる。
- DIC
  - 星光PMC（東証プライム・4963） - 2023年12月28日上場廃止、株主がインビジブルホールディングスとDICのみとなる。
- DMG森精機（東証プライム・6141）
  - 太陽工機（東証スタンダード・6164） - 2025年2月6日上場廃止。完全子会社化。
- DTS
  - データリンクス（JASDAQ・2145） - 2017年7月27日上場廃止、完全子会社化。
- デジタル・アドバタイジング・コンソーシアム
  - アイレップ
- デジタルホールディングス
  - ソウルドアウト（東証1・6553） - 2022年4月1日株式譲渡により子会社でなくなる。
- テンプホールディングス（現：パーソルホールディングス）
  - 日本テクシード（現：パーソルR&D）
- 東映
  - 東映ラボ・テック
- 東急不動産（東証1部・8815） - 東急リバブル、東急コミュニティーの3社が経営統合し持株会社東急不動産ホールディングスを設立[64]。3社は持株会社の傘下となり、親子上場を解消。2013年9月26日上場廃止。
  - 東急リバブル（東証1部・8879） - 2013年9月26日上場廃止。
  - 東急コミュニティー（東証1部・4711） - 2013年9月26日上場廃止。
- 東京急行電鉄（現：東急）
  - 東急百貨店（東証1部・8232） - 2005年3月28日上場廃止、完全子会社化[65]。
  - 東急ストア（東証1部・8197） - 2008年6月25日上場廃止、完全子会社化[66]。
  - 東急ホテルチェーン
  - 東急車輛製造
  - 東急観光（東証1部・9727、現:東武トップツアーズ） - 2003年12月25日上場廃止、完全子会社化[67]。
  - 伊豆急行（東証2部・9019） - 2004年9月27日上場廃止、完全子会社化[68]。
- 東急
  - ながの東急百貨店（JASDAQ・9829）（上場時点は東急の孫会社） - 2021年5月28日上場廃止、完全子会社（直接出資）化。
  - 東急レクリエーション（東証スタンダード・9631） - 2022年12月29日上場廃止、完全子会社化。
- 東京エレクトロン
  - 東京エレクトロン デバイス（東証1部・2760）- 2014年4月15日株式の一部売出しにより、持分法適用関連会社へ[69]。
- 東京建物
  - 東京建物不動産販売（東証1部・3225） - 2015年6月26日上場廃止、完全子会社化[70]。
- 東芝 - 2023年12月20日上場廃止 
  - 東芝プラントシステム（東証1部・1983） - 2020年1月27日上場廃止、完全子会社化。
  - 西芝電機（東証2・6591）（東芝の孫会社） - 2020年2月27日上場廃止、東芝インフラシステムズの完全子会社化。
  - ニューフレアテクノロジー（JASDAQ・6256） - 2020年3月30日上場廃止、東芝デバイス&ストレージの完全子会社化。
  - 東芝テック（東証プライム・6588） - 2023年12月20日、親会社である東芝の上場廃止により、東芝グループで唯一の上場企業となる。
- 東宝
  - 国際放映（JASDAQ・9804） - 2011年2月14日上場廃止、完全子会社化[71]。
  - 東宝不動産（東証1部・8833） - 2013年6月25日上場廃止、完全子会社化[72]。
- 東洋エンジニアリング（東証1・6330）
  - 東洋ビジネスエンジニアリング（東証1・4828、現・ビジネスエンジニアリング） - 2014年12月19日に保有株式の一部を売却し、持分法適用関連会社となる[73]。更に2018年3月14日に保有株式を全て売却し、資本関係がなくなる[74]。
- 東レ
  - 曽田香料（JASDAQ・4965） - 2017年12月25日上場廃止、三井物産との合弁会社化。
- 凸版印刷
  - 図書印刷（東証1部・7913） - 2019年7月30日上場廃止、完全子会社化[75]
  - トッパン・フォームズ（東証1部・7862） - 2022年2月25日上場廃止、完全子会社化。
- トヨタ自動車
  - 関東自動車工業（東証1部・7223、現：トヨタ自動車東日本） - 2011年12月28日上場廃止、完全子会社化[76]。
  - トヨタ車体（東証1部・7221） - 2011年12月28日上場廃止、完全子会社化[77]。
  - ダイハツ工業（東証1部・7262） - 2016年7月27日上場廃止、完全子会社化[78]。
  - ミサワホーム（東証1部・1722） - 2019年12月30日上場廃止、プライム ライフ テクノロジーズの完全子会社化。
    - 東北ミサワホーム（東証1部・1907） - 2010年6月15日上場廃止、完全子会社化[79]。
    - ミサワホーム北日本（JASDAQ・1748、東北ミサワホームへ吸収合併） - 2007年9月25日上場廃止、東北ミサワホームと合併し消滅[80]。
    - ミサワホーム九州（福証・1747） - 2007年1月29日上場廃止。2006年12月に粉飾決算が明らかとなり、2004年3月期から3期連続で債務超過に陥ることが発覚[81]。
    - ミサワホームサンイン（JASDAQ・1741） - 2007年9月25日上場廃止、ミサワホーム中国と合併し消滅[82]。
    - ミサワホーム東海（名証2部・1745） - 2003年7月28日上場廃止、ミサワホームなど4社で株式移転により持株会社「ミサワホールディングス」（現:ミサワホーム）設立[83]。
    - ミサワホーム北海道（札証・1761） - 2010年6月15日上場廃止、完全子会社化[79]。
    - ミサワホーム中国（JASDAQ・1728） - 2019年12月30日に親会社のミサワホームが上場廃止。2020年1月7日、ミサワホームがトヨタ自動車の子会社でなくなったことにより、親子上場関係が無くなる。
- 豊田通商
  - トーメンエレクトロニクス（東証1部・7558、現:ネクスティ エレクトロニクス） - 2014年12月25日上場廃止、完全子会社化[84]。
  - エレマテック（東証プライム・2715） - 2025年1月24日上場廃止、完全子会社化。
- ドリームインキュベータ
  - アイペットホールディングス（東証グロース・7339） - 2023年1月17日、第一生命ホールディングスによる株式公開買付けにドリームインキュベータが応じ、資本関係が無くなる。

## ナ行
- ナカバヤシ
  - 国際チャート（JASDAQ・3956） - 2022年2月25日上場廃止、完全子会社化。
- 名古屋鉄道
  - 名鉄運輸（名証メイン・9077） - 2022年6月14日上場廃止、株主が名古屋鉄道及び日本通運のみとなる。
- 西尾レントオール
  - サコス（東証スタンダード・9641） - 2022年7月15日上場廃止、完全子会社化。
- 日産自動車
  - 愛知機械工業（東証1部・7263） - 2012年3月16日上場廃止、完全子会社化[85]。
  - カルソニックカンセイ（東証1部・7248、現：マレリ） - 2017年3月29日にコールバーグ・クラビス・ロバーツ（KKR）傘下のCKホールディングス株式会社が買収。日産自動車との資本関係がなくなる。
- 日産東京販売ホールディングス
  - 東京日産コンピュータシステム（東証スタンダード･3316） - 2023年10月2日付でキヤノンマーケティングジャパン株式会社が買収。日産東京販売ホールディングスとの資本関係が無くなる。
- 日清オイリオグループ
  - 攝津製油（東証2部・2611、現：セッツ） - 2017年4月26日上場廃止、完全子会社化。
- 日清製粉グループ本社
  - NBCメッシュテック（東証2部・3534） - 2010年12月17日上場廃止、完全子会社化[86]。
  - オリエンタル酵母工業（東証2部・2891） - 2010年12月17日上場廃止、完全子会社化[86]。
- 日清紡ホールディングス
  - 日本無線（東証1部・6751） - 2017年9月27日上場廃止、完全子会社化[87]。
  - 長野日本無線（東証2部・6878） - 2016年3月17日上場廃止、完全子会社化。
  - 新日本無線（東証1部・6911） - 2018年8月29日上場廃止、完全子会社化。
- 日油
  - 日油技研工業（JASDAQ・4961） - 2010年8月27日上場廃止、完全子会社化[88]。
- 日本碍子
  - 双信電機（東証1部・6938） - 2021年1月12日に台湾の華新科技股份有限公司傘下企業である釜屋電機株式会社が、日本碍子から株式を取得し、親子関係が無くなる。
- 日本瓦斯
  - 新日本瓦斯（東証2部・9542） - 2014年3月4日上場廃止、完全子会社化[89]。
  - 東日本ガス（東証2部・9544） - 2014年3月4日上場廃止、完全子会社化[89]。
- 日本化薬
  - ポラテクノ（JASDAQ・4239） - 2019年11月8日上場廃止、完全子会社化。
- 日本毛織
  - フジコー（JASDAQ・3515） - 2021年8月30日上場廃止、完全子会社化
- 日本航空
  - JALUX（東証1部・2729） - 2007年に日本航空が保有する株式51％のうち、30%を双日に売却し、連結子会社から離脱[90]。
- 日本信号
  - 日信電子サービス（東証2部・4713） - 2014年2月26日上場廃止、完全子会社化。
- 日本水産（現:ニッスイ）
  - 日水製薬（東証プライム・4550） - 2022年9月29日、日本水産が自己株式の公開買付けに応じ保有全株式を売却。島津製作所の子会社となる。
- 日本製紙グループ本社（現：日本製紙）
  - 四国コカ・コーラボトリング（東証1部・2578） - 2009年9月25日上場廃止、完全子会社化[91]。
- 日本製鉄
  - 山陽特殊製鋼（東証プライム・5481） - 2025年4月23日上場廃止、完全子会社化。
- 日本製粉（現:ニップン）
  - 東福製粉（福証・2006） - 2016年10月27日上場廃止。
- ニップン
  - オーケー食品工業（東証スタンダード・2905） - 2022年7月21日上場廃止、完全子会社化。
- ニデック
  - 日本電産サーボ（現ニデックアドバンスドモータ） （東証2部・6585） - 2010年9月28日上場廃止、完全子会社化[92]。
  - 日本電産コパル（現ニデックプレシジョン）（東証1部・7756） - 2013年9月26日上場廃止、完全子会社化[93]。
  - 日本電産サンキョー（現ニデックインスツルメンツ）（東証1部・7757） - 2012年9月26日上場廃止、完全子会社化[94]。
  - 日本電産トーソク（現ニデックパワートレインシステムズ）（東証1部・7728） - 2013年9月26日上場廃止、完全子会社化[93]。
  - 日本電産コパル電子（現ニデックコンポーネンツ）（東証1部・6883） - 2014年9月26日上場廃止、完全子会社化[95]。
  - 日本電産リード（現ニデックアドバンステクノロジー）（東証2部・6833） - 2014年9月26日上場廃止、完全子会社化[95]。
  - ニデックオーケーケー（東証スタンダード・6205） - 2023年2月27日上場廃止、完全子会社化。
- 日本曹達
  - 三和倉庫（東証2部・9320） - 2015年7月29日上場廃止、完全子会社化。
- 日本電気
  - NECインフロンティア（東証1部・6705、現：NECプラットフォームズ）
  - NECエレクトロニクス（東証1部・6723、現：ルネサスエレクトロニクス） - 2010年にルネサステクノロジーと経営統合し、出資比率が35.46％と低下[96]。2012年には産業革新機構・製造業など8社が増資を引き受け、機構がルネサス株の3分の2を取得し筆頭株主となった[97]。
  - NECシステムテクノロジー（東証1部・3717、現：NECソリューションイノベータ）
  - NECソフト（東証1部・4774、現：NECソリューションイノベータ）
  - NECトーキン（東証1部・6759、現：トーキン） - 2009年7月27日上場廃止、完全子会社化[98]。
  - NECフィールディング（東証・2322） - 2014年7月25日上場廃止、完全子会社化[99]。
  - NECモバイリング（東証1部・9480、現：MXモバイリング） - 丸紅子会社のMXホールディングスが買収し、完全子会社化[100]。2013年9月17日上場廃止。
  - 日本アビオニクス（東証2部・6946） - 2020年1月31日に日本産業パートナーズ傘下のNAJホールディングス株式会社が買収。日本電気との資本関係がなくなる。
  - NECネッツエスアイ（東証プライム・1973） - 2025年3月21日上場廃止、完全子会社化。
- 日本電信電話（現:NTT）
  - NTT都市開発（東証1部・8933） - 2019年1月8日上場廃止、完全子会社化。
  - NTTドコモ（東証1部・9437） - 2020年12月25日上場廃止、完全子会社化。
- 日本郵船
  - 郵船ロジスティクス（東証1部・9370） - 2018年1月29日上場廃止、完全子会社化。
- 日本和装ホールディングス
  - はかた匠工芸（東証PRO･3610） - 2019年4月26日上場廃止。
- ネクスグループ
  - カイカ（JASDAQ・2315） - 2017年4月、ネクスグループが子会社から持分法適用関連会社へ扱いを変更。
- ノーリツ鋼機
  - JMDC（東証1部・4483） - 2022年2月25日、保有株式の一部をオムロンに譲渡し、子会社でなくなる。
- 野村不動産ホールディングス
  - メガロス（JASDAQ・2165） - 2015年8月31日上場廃止、完全子会社化[101]。
- 野村総合研究所
  - だいこう証券ビジネス（東証1部・8692） - 2020年7月29日上場廃止、完全子会社化。
- ノリタケカンパニーリミテド
  - 共立マテリアル（名証2部・1702） - 2012年7月27日上場廃止、完全子会社化。

## ハ行
- パイオニア
  - 東北パイオニア（東証2部・6827） - 2007年9月25日上場廃止、完全子会社化[102]。
- ハウス食品グループ本社
  - ギャバン（JASDAQ・2817、現：ハウスギャバン） - 2016年8月5日上場廃止、完全子会社化。
- 博報堂DYホールディングス
  - D.A.コンソーシアムホールディングス（東証2・6534） - 2018年10月26日上場廃止、完全子会社化。
- パソナグループ
  - ベネフィット・ワン（東証プライム・2412） - 2024年5月20日上場廃止、株主がパソナグループ及び第一生命ホールディングスのみとなる。
- パナソニック
  - 九州松下電器（現:パナソニック システムネットワークス）
  - 三洋電機（東証1部・6764） - 2011年3月29日上場廃止、完全子会社化[103]。
    - 三洋電機クレジット（東証1部・8565、現:日本GE） - 2007年9月15日上場廃止。2006年12月にゴールドマン・サックスに持分の一部を譲渡、GEキャピタルが買収し完全子会社化[104]。
    - 三洋電機ロジスティクス（JASDAQ・9379、現:三井倉庫ロジスティクス） - 2010年11月7日上場廃止、投資ファンドのロングリーチ傘下のLSホールディングスが買収し、完全子会社化[105]。

  - 日本ビクター（東証1部・6792、現:JVCケンウッド） - 2007年にケンウッドとスパークスグループが資本参加し子会社から離脱[106]。2011年にはJVCケンウッドの公募増資に伴い持分法適用会社からも外れ、その後パナソニックが保有するJVCケンウッド株のほぼ全てを市場で売却[106]。
  - パナソニック インフォメーションシステムズ（東証1部・4283） - 2015年7月29日上場廃止、完全子会社化[107]。
  - パナソニック電工（旧:松下電工、東証1部・6991） - 2011年3月29日上場廃止、完全子会社化[103]。
  - 松下精工（現:パナソニック エコシステムズ）
  - 松下通信工業（現:パナソニック モバイルコミュニケーションズ）
  - 松下寿電子工業（現:PHC）
  - パナソニック デバイスSUNX（東証1部・6860） - 2017年3月22日上場廃止、完全子会社化。
  - パナホーム（東証1部・1924、現:パナソニック ホームズ） - 2017年9月27日上場廃止、完全子会社化。
- パルグループホールディングス
  - ナイスクラップ（JASDAQ・7598） - 2015年5月27日上場廃止、完全子会社化[108]。
- バンダイナムコホールディングス
  - バンプレスト
  - バンダイネットワークス
  - バンダイビジュアル
  - 創通（JASDAQ・3711） - 2020年2月27日上場廃止、完全子会社化。
- パン・パシフィック・インターナショナルホールディングス
  - 日本アセットマーケティング（東証マザーズ・8922） - 2022年3月22日上場廃止、完全子会社化。
- BEENOS
  - デファクトスタンダード（東証1部・3545） - 2020年1月9日上場廃止、完全子会社化。
- 光通信
  - NFCホールディングス（東証スタンダード・7169） - 2022年7月13日上場廃止、完全子会社化。
- 日立製作所
  - 日立建機（東証プライム・6305） - 2022年8月3日持分売却に伴い関連会社化[109]。
  - 日立情報システムズ（東証1部・9741、現:日立システムズ） - 2010年1月26日上場廃止、完全子会社化[110]。
  - 日立ソフトウェアエンジニアリング（東証1部・9694、現:日立ソリューションズ） - 2010年1月26日上場廃止、完全子会社化[110]。
  - 日立電線（東証1部・5812、現:日立金属） - 2013年6月26日上場廃止、日立金属に吸収合併され消滅[111]。
  - 日立マクセル（東証1部・6810、現:マクセル） - 2010年3月29日上場廃止、完全子会社化[110]。2014年3月18日に東証1部に再上場し保有株を売却、保有比率を30％程度に引き下げた[112]。
  - 日立ハイテク（東証1部・8036） - 2020年5月18日上場廃止、完全子会社化[113]。
  - 日立プラントテクノロジー（東証1部・1970、日立製作所へ吸収合併） - 2010年3月29日上場廃止、完全子会社化[110]。
    - 日立プラント建設サービス（JASDAQ・1751） - 2010年7月23日上場廃止、完全子会社化[114]。

  - 日立システムアンドサービス（東証2部・3735、現:日立ソリューションズ） - 2010年1月26日上場廃止、完全子会社化[110]。
  - 日立メディコ（東証1部・6910） - 2014年2月26日上場廃止、完全子会社化[115]。2016年に製造部門以外を日立製作所に会社分割し、日立ヘルスケア・マニュファクチャリングへ商号変更。
  - 日立物流（東証1部・9086、現：ロジスティード） - 2016年5月19日にSGホールディングスへの株式譲渡により持分法適用関連会社へ[116]。
    - バンテック（東証1部・9382） - 2012年3月19日上場廃止、完全子会社化[117]。

  - 日立キャピタル（東証1部・8586） - 2016年10月3日に三菱UFJフィナンシャル・グループなどへの株式譲渡により持分法適用関連会社へ[118]。2021年4月1日に三菱UFJリースへ吸収合併され、三菱HCキャピタルとなった。
  - 日立工機（東証1部・6581、現:工機ホールディングス） - 2017年3月29日にコールバーグ・クラビス・ロバーツ（KKR）傘下のHKホールディングス株式会社が買収。日立グループとの資本関係がなくなる。2017年7月27日上場廃止。
  - 日立国際電気（東証1部・6756） - 2018年3月9日上場廃止、株主がコールバーグ・クラビス・ロバーツ（KKR）傘下のHKEホールディングスと日立製作所のみとなる。
  - クラリオン（東証1部・6796） - 2019年3月7日にフォルシア傘下会社へ保有全株式を譲渡。
  - 日立化成（現：レゾナック）
    - 新神戸電機（東証1部・6934、日立化成に吸収合併） - 2012年3月27日上場廃止、完全子会社化[119]。

  - 日立金属（東証プライム・5486、現:プロテリアル） - 2022年12月29日上場廃止、株主がベインキャピタルなどが出資する株式会社BCJ-52と日立製作所のみとなる。
    - NEOMAX（東証1部・6975、日立金属に吸収合併） - 2007年3月27日上場廃止、完全子会社化[120]。
    - 日立機材（東証2部・9922、現:センクシア） - 経営陣・投資ファンドのカーライル・グループによるMBOにより2015年7月27日上場廃止[121]。
    - 日立ツール（東証1部・5663、現:MOLDINO） - 2012年10月29日上場廃止、完全子会社化[122]。2015年4月に三菱マテリアルに株式51％を譲渡、2020年4月には残りの株式も三菱マテリアルに譲渡した。
- 日立造船（現:カナデビア）
  - アタカ大機（東証1部・1978） - 2014年3月27日上場廃止、日立造船に吸収合併[123]。
  - オーナミ（東証2部・9317） - 2016年1月27日上場廃止,完全子会社化[124]。
  - ニチゾウテック（東証2部・4654） - 2014年3月27日上場廃止、完全子会社化[123]。
  - エイチアンドエフ（JASDAQ・6163） - 2017年1月30日上場廃止、完全子会社化[125]。
- ビックカメラ
  - ソフマップ（東証2部・2690） - 2010年1月26日上場廃止、完全子会社化[126]。
- ブイキューブ
  - アイスタディ（東証2部・2345） - ブイキューブが支配力基準で子会社としていたが、2019年3月27日、カイカ（現・CAICA）による株式公開買付けに伴う役員退任で親子関係がなくなる。
- フィスコ
  - ネクスグループ（JASDAQ・6634） - 2019年7月8日、株式売却により親子関係が無くなる。
- フェイス
  - 日本コロムビア（東証1・6791） - 2017年7月27日上場廃止、完全子会社化[127]。
- フェローテックホールディングス
  - 大泉製作所（東証グロース・6618） - 2024年2月8日上場廃止、完全子会社化。
- 不二サッシ
  - 九州不二サッシ（大証2部・5740、現:不二ライトメタル） - 2004年9月27日上場廃止、完全子会社化[128]。
- 富士ソフト
  - サイバネットシステム（東証スタンダード・4312） - 2024年2月9日上場廃止、完全子会社化。
  - サイバーコム（東証スタンダード・3852） - 2024年2月8日上場廃止、完全子会社化。
  - ヴィンクス（東証スタンダード・3784） - 2024年2月15日上場廃止、完全子会社化。
  - 富士ソフトサービスビューロ（東証スタンダード･6188） - 2024年2月16日上場廃止、完全子会社化。
- 富士通
  - ファナック（東証1部・6954） - 富士通の子会社であったが、持分が徐々に売却され独立。2009年8月21日に富士通が保有株式のほぼ全てを放出[129]。
  - ニフティ（東証2部・3828） - 2016年7月19日上場廃止、完全子会社化[130]。
  - 富士通ビジネスシステム
  - 富士通エフサス
  - 富士通システムコンストラクション（現:富士通ネットワークソリューションズ）
  - 富士通アクセス
  - 富士通デバイス
  - 富士通ビー・エス・シー（JASDAQ・4793） - 2018年1月29日上場廃止、完全子会社化。
  - 富士通コンポーネント（東証2部・6719） - 2018年11月20日上場廃止、株主が富士通及びFCホールディングスのみとなる。
  - 富士通フロンテック（東証2部・6945） - 2020年12月24日上場廃止、完全子会社化。
  - FDK（東証スタンダード・6955） - 2025年3月21日、富士通が保有株式の一部を株式公開買付けに応募し、親子関係が無くなる。
  - 新光電気工業（東証プライム・6967） - 2025年6月6日上場廃止。株式併合により株主が富士通と産業革新投資機構傘下のJICC-04のみとなる[131]。
- フジテレビジョン（現:フジ・メディア・ホールディングス）
  - ニッポン放送（東証2部・4660） - 2005年7月28日上場廃止、完全子会社化[132]。
- 富士電機ホールディングス（現：富士電機）
  - 富士電機冷機（現：富士電機リテイルシステムズ）
  - 富士物流
- 富士電機
  - 富士古河E&C（東証スタンダード・1775、現：富士電機E&C） - 2025年1月30日上場廃止、完全子会社化。
- 芙蓉総合リース
  - アクリーティブ（東証1部・8423） - 2019年2月1日上場廃止、株主が芙蓉総合リース及びドンキホーテホールディングスのみとなる。
- ブラザー工業
  - ニッセイ（東証2部・6271） - 2022年2月14日上場廃止、完全子会社化。
- フリービット
  - フルスピード（東証スタンダード・2159） - 2022年9月1日上場廃止、完全子会社化。
  - ギガプライズ（名証ネクスト・3830） - 2025年4月18日上場廃止、完全子会社化。
- フリークアウト・ホールディングス（東証グロース・6094）
  - インティメート・マージャー（東証マザーズ・7072） - 2020年11月18日保有株式を一部譲渡し、持分法適用関連会社化。
  - UUUM（東証グロース・3990） - 2025年2月17日上場廃止。完全子会社化。
- 古河電気工業
  - 理研電線（東証2部・5808） - 2008年3月26日上場廃止、完全子会社化[133]。
  - FCM（JASDAQ・5758） - 2018年12月7日に古河電気工業が保有株式のほぼ全てをアスパラントグループSPC5号へ売却。
  - 東京特殊電線（東証スタンダード・5807） - 2022年12月28日に古河電気工業が保有株式の全てをカーライル・グループ傘下のTTCホールディングスへ売却。
- 平和
  - PGMホールディングス（東証1部・2466） - 2015年7月29日上場廃止、完全子会社化[134]。
- ベルーナ
  - さが美グループホールディングス（東証1部・8201） - 2018年9月26日上場廃止、完全子会社化[135]。
- 本田技研工業
  - 八千代工業（東証スタンダード・7298） - 2024年1月10日上場廃止、一時的に完全子会社化。後にマザーサン・グループへ株式の81%を譲渡予定。

## マ行
- 前田建設工業 - 前田建設工業・前田道路・前田製作所の3社が経営統合し持株会社インフロニア・ホールディングスを設立。3社は持株会社の傘下となり、親子上場を解消。2021年9月29日上場廃止。
  - 前田道路（東証1部・1883） - 2021年9月29日上場廃止。
  - 前田製作所（JASDAQ・6281） - 2021年9月29日上場廃止。
- マルハニチロホールディングス（現:マルハニチロ）
  - ニチロサンフーズ（JASDAQ・2879、現:ヤヨイサンフーズ） - 2009年3月12日上場廃止、完全子会社化[136]。
- 丸紅
  - 丸紅インフォテック（東証2部・7584、現:シネックスインフォテック） - 2007年11月27日上場廃止、完全子会社化[137]。
  - 丸紅テレコム（東証1部・9447） - 2008年2月26日上場廃止、完全子会社化[138]。
  - アルテリア・ネットワークス（東証プライム・4423） - 2023年10月18日上場廃止。株主が丸紅とセコムのみとなる。
- みずほフィナンシャルグループ
  - みずほ信託銀行（東証1部・8404） - 2011年8月29日上場廃止、完全子会社化[139]。
  - みずほインベスターズ証券（東証1部・8607、現:みずほ証券） - 2011年8月29日上場廃止、完全子会社化[140]。
  - みずほ証券（東証1部・8606） - 2011年8月29日上場廃止、完全子会社化[140]。
- 三井E&Sホールディングス
  - 昭和飛行機工業（東証2部・7404） - 2020年3月17日、BCPEプラネットケイマンが実施した株式公開買付けにより子会社ではなくなる。
  - 三井海洋開発（東証1部・6269） - 2021年11月25日、三井E&Sホールディングスが実施した株式売却により親子関係がなくなる。
- 三井化学
  - アーク（東証1部・7873） - 2020年7月30日上場廃止、完全子会社化。
- 三井金属鉱業
  - 三井金属エンジニアリング（東証2部・1737） - 2022年3月23日上場廃止、完全子会社化。
- 三井住友フィナンシャルグループ
  - SMBCフレンド証券（東証1部・8623） - 2006年8月28日上場廃止、完全子会社化[141]。
  - セディナ（東証1部・8258） - 2011年4月26日上場廃止、三井住友FG傘下の中間持株会社であるSMFGカード&クレジットが完全子会社化[142]。
  - みなと銀行（東証1・8543） - 2018年2月20日、保有株式の一部譲渡により子会社でなくなる[143]。
  - 関西アーバン銀行（東証1・8545） - 2018年3月28日上場廃止、関西みらいフィナンシャルグループの完全子会社化。
- 三井物産
  - 三井情報（東証2部・2665） - 2015年1月16日上場廃止、完全子会社化[144]。
- 三井不動産
  - 三井不動産販売（現：三井不動産リアルティ）
  - 三井ホーム（東証1・1868） - 2018年10月12日上場廃止、完全子会社化。
- 三越伊勢丹ホールディングス
  - 岩田屋（福証・8246、現：岩田屋三越） - 2009年10月8日上場廃止、完全子会社化[145]。
  - ニッコウトラベル（東証2部・9373） - 2017年5月2日上場廃止、完全子会社化。
- ミツバ
  - タツミ（東証スタンダード・7268） - 2025年3月28日上場廃止、完全子会社化。
- 三菱ケミカルホールディングス
  - 日本合成化学工業（東証1部・4201、三菱ケミカルホールディングスの孫会社） - 2016年11月9日上場廃止、完全子会社化。
  - 日本化成（東証1部・4007、三菱ケミカルホールディングスの孫会社） - 2016年12月28日上場廃止、完全子会社化。
  - 田辺三菱製薬（東証1・4508） - 2020年2月27日上場廃止、完全子会社化。
- 三菱商事
  - 金商（東証1部・8064、現:三菱商事RtMジャパン） - 2008年3月14日上場廃止、完全子会社化[146]。
  - 日本農産工業（東証1部・2051） - 2009年12月14日上場廃止、完全子会社化[147]。
  - 米久（東証1部・2290） - 2016年3月29日上場廃止、伊藤ハム米久ホールディングスの完全子会社に。
  - 中央化学（東証スタンダード・7895） - 2022年12月20日、センコーグループホールディングスが実施した株式公開買付けにより子会社ではなくなる。
  - ローソン（東証プライム・2651） - 2024年7月24日上場廃止、KDDIとの合弁会社化。
- 三菱地所
  - 藤和不動産（東証1部・8834、現：三菱地所レジデンス） - 2009年4月23日上場廃止、完全子会社化[148]。
- 三菱マテリアル
  - 三菱電線工業（東証1部・5804） - 2010年3月9日上場廃止、完全子会社化[149]。
- 三菱UFJフィナンシャル・グループ
  - 三菱UFJ証券（現：三菱UFJ証券ホールディングス）
  - 三菱UFJニコス（東証1部・8583） - 2008年7月28日上場廃止、完全子会社[150]。
- モバイルクリエイト
  - 石井工作研究所（JASDAQ・6314） - モバイルクリエイトと石井工作研究所が共同株式移転によりFIG株式会社を設立し、両社は2018年6月27日上場廃止。

## ヤ行
- 安川電機
  - ワイ・イー・データ
- ヤフー
  - カービュー
- ヤマダ電機（現:ヤマダホールディングス）
  - ベスト電器（東証1部・8175） - 2017年6月28日上場廃止、完全子会社化[151]。
  - ヤマダ・エスバイエルホーム（東証1部・1919） - 2018年8月29日上場廃止、完全子会社化。
- ヤマダホールディングス
  - 大塚家具（JASDAQ・8186） - 2021年8月30日上場廃止、完全子会社化。
  - ヒノキヤグループ（東証プライム・1413） - 2022年4月25日上場廃止、完全子会社化。
- ヤマハ発動機
  - ヤマハモーターロボティクスホールディングス（東証1・6274）（現:ヤマハロボティクスホールディングス） - 2020年5月25日上場廃止、完全子会社化。
  - アピックヤマダ（東証2部・6300） - 2019年7月30日上場廃止、ヤマハモーターロボティクスホールディングスの完全子会社化。
- ヤマノホールディングス
  - 堀田丸正（東証2部・8105） - 2017年5月に保有株式を売却。
- 雪印乳業（現:雪印メグミルク）
  - 雪印種苗（東証2部・2057） - 2008年5月9日上場廃止、完全子会社化[152]。
- ユニー
  - サークルKサンクス（東証1部・3337） - 2012年7月19日上場廃止、完全子会社化[153]。
- ユニー・ファミリーマートホールディングス（現:ファミリーマート）
  - さが美（東証1部・8201） - 保有株式を投資ファンドのアスパラントグループに売却[154]。2016年10月18日資本関係解消。
  - パレモ（JASDAQ・2778） - 保有株式をフェニックス・キャピタルグループが組成した投資ファンドに売却[155]。2016年10月24日資本関係解消。
  - UCS（JASDAQ・8787） - 2018年4月25日上場廃止、完全子会社化。
  - カネ美食品（JASDAQ・2669） - 2019年4月、保有株式の一部をパン・パシフィック・インターナショナルホールディングスに売却。
- ユニ・チャーム
  - ユニ・チャームペットケア（東証1部・2059） - 2010年7月25日上場廃止、ユニチャームに吸収合併[156]。
- 夢真ホールディングス
  - 夢テクノロジー（JASDAQ・2458） - 2019年1月28日上場廃止、完全子会社化。
- 吉野家ホールディングス
  - 京樽（JASDAQ・8187） - 2011年6月28日上場廃止、完全子会社化[157]。

## ラ行
- ライク
  - ライクキッズ（東証1部・6065） - 2020年8月26日上場廃止、完全子会社化。
- RIZAPグループ
  - ぱど（現：Success Holders）（JASDAQ・4833） - 2019年12月11日、保有株式を畑野幸治に譲渡し資本関係が無くなる。
  - ジーンズメイト（東証1部・7448） - 2021年3月30日上場廃止。共同株式移転によりREXT株式会社（同年4月1日上場）の完全子会社化。
  - HAPiNS（JASDAQ・7577） - 同上
  - ワンダーコーポレーション（JASDAQ・3344） - 同上
  - REXT（JASDAQ・7697） - 2022年3月28日上場廃止、完全子会社化。
- 楽天
  - ケンコーコム（東証マザーズ・3325） - 2016年3月9日上場廃止、完全子会社化[158]。
- LIXILグループ（現：LIXIL）
  - LIXILビバ（東証1部・3564） - 2020年10月20日上場廃止、株式譲渡によりアークランドサカモトの完全子会社となる。
- リコー
  - リコーエレメックス（東証2部・7765） - 2008年7月28日上場廃止、完全子会社化[159]。
  - リコーリース（東証1部・8566） - 2020年4月23日株式譲渡による保有比率低下[160]。
  - 東北リコー
- りそなホールディングス
  - 関西みらいフィナンシャルグループ（東証1部・7321） - 2021年3月30日上場廃止、完全子会社化。
- ローソン
  - 九九プラス（JASDAQ・3338、ローソンへ吸収合併） - 2010年6月28日上場廃止、完全子会社化[161]。
  - ローソンエンターメディア（JASDAQ・2416、現:ローソンHMVエンタテイメント） - 2010年6月28日上場廃止、完全子会社化[162]。
- ローランド
  - ローランド ディー. ジー.